# Walter Pohl

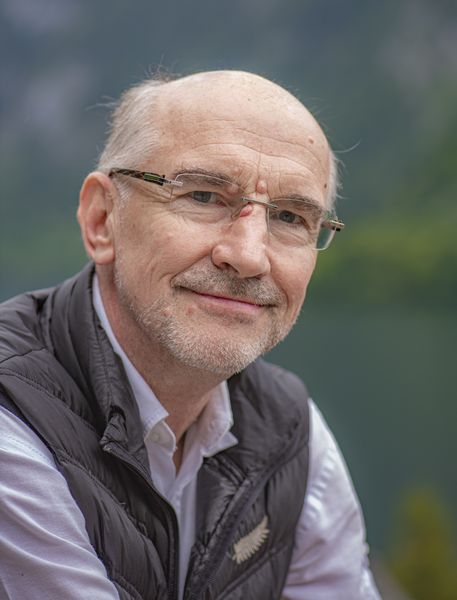
Walter Pohl, private Aufnahme im Juli 2021

Walter Pohl (* 27. Dezember 1953 in Wien) ist ein österreichischer Historiker. Er ist seit 2006 Professor für mittelalterliche Geschichte und Historische Hilfswissenschaften an der Universität Wien. Pohl gehört zu den führenden Experten der sogenannten „Völkerwanderungszeit“.

## Leben und Wirken
Walter Pohl studierte Geschichte an der Universität Wien, 1984 folgte die Promotion bei Herwig Wolfram mit einer Dissertation über die Awaren. Er absolvierte 1986 den Ausbildungskurs am Institut für Österreichische Geschichtsforschung. Von 1985 bis 1990 war Pohl angestellt beim Forschungsschwerpunkt „Neue Wege der Frühgeschichtsforschung“ am Institut für Österreichische Geschichtsforschung. 1989 folgte die Habilitation für Geschichte des Mittelalters an der Universität Wien. Ab 1990 war er angestellt bei der Österreichischen Akademie der Wissenschaften (Kommission für Frühmittelalterforschung). Pohl hatte Gastprofessuren an der Udmurtischen Universität in Ischewsk (1991), an der University of California, Los Angeles (1993), der Central European University Budapest (1994/95) und an der Rijksuniversiteit Leiden (1996). Die Habilitation für Historische Hilfswissenschaften erfolgte 2001 an der Universität Wien.
Seit 2004 ist Pohl Direktor des Instituts für Mittelalterforschung der Österreichischen Akademie der Wissenschaften. Von 2011 bis 2019 war er Sprecher des Sonderforschungsbereichs „Visions of Community. Comparative Approaches to Ethnicity, Region and Empire in Christianity, Islam and Buddhism (400–1600)“.
Seine Forschungsschwerpunkte sind die Verwandlung der spätrömischen Welt und die Reichsbildungen des Frühmittelalters, die ethnischen Prozesse und Identitäten zwischen Antike und Mittelalter, die „Völkerwanderung“ und andere Migrationen, die Geschichtsschreibung und ihre Überlieferung, die frühmittelalterlichen Gesetzbücher, die Geschichte der Steppenvölker und die Geschichte und Kulturgeschichte Italiens bis 1000. Pohl verfasste mehrere Lexikonartikel, etwa im Lexikon des Mittelalters und im Reallexikon der Germanischen Altertumskunde.
In seiner Habilitationsschrift fragte er danach, wie in Montecassino im 10. und 11. Jahrhundert die ältere langobardische Geschichte gedeutet wurde. Dazu bediente er sich der Paläographie und Kodikologie; insbesondere wurden der Codex Vaticanus Latinus 5001, der das Chronicon Salernitanum und Erchemperts Historia Langobardorum Beneventanorum überliefert, der Codex Casinensis 175 mit dem Regelkommentar des Hildemar von Corbie, der Codex Cavensis 4 mit den Leges Langobardorum sowie karolingischen Kapitularien analysiert. Pohl legte zudem 2002 eine zusammenfassende Darstellung der „Völkerwanderung“ vor.

## Auszeichnungen und Mitgliedschaften
Für seine Forschungen wurden Pohl zahlreiche wissenschaftliche Ehrungen und Mitgliedschaften zugesprochen. Im Jahr 2000 wurde er zum korrespondierenden Mitglied, 2004 zum wirklichen Mitglied der Österreichischen Akademie der Wissenschaften gewählt. Von 2002 bis 2008 war er österreichischer Vertreter im Standing Committee for the Humanities der European Science Foundation (ESF) sowie Delegierter in der General Assembly der ESF. Im Jahr 2004 wurde ihm mit dem Wittgenstein-Preis die höchste wissenschaftliche Auszeichnung in Österreich verliehen, 2010 erhielt er einen der renommierten ERC Advanced Grants der Europäischen Kommission. Seit 2013 ist er ordentliches Mitglied der Academia Europaea. Seit 2018 ist er corresponding fellow der Medieval Academy of America. Ihm wurde der Jubiläumspreis des Böhlau Verlages Wien verliehen.
2024 wurde ihm der Würdigungspreis für Geistes- und Sozialwissenschaften/Rechtswissenschaften des Kardinal-Innitzer-Preises zuerkannt.

## Schriften (Auswahl)
Monographien
- Das Awarenreich in Europa, 558–700. Gentile und imperiale Politik. Wien 1984 (zugleich: Wien, Universität, Dissertation, 1984).
- Die Awarenkriege Karls des Großen 788–803 (= Militärhistorische Schriftenreihe. Nummer 61). Bundesverlag, Wien 1988, ISBN 3-215-07045-6.
- Die Awaren. Ein Steppenvolk in Mitteleuropa 567–822 n. Chr. Beck, München 1988, ISBN 3-406-33330-3 (3., mit einem aktualisierten Vorwort versehene Auflage. ebenda 2015, ISBN 978-3-406-68426-5).
- Die Germanen (= Enzyklopädie deutscher Geschichte. Band 57). Oldenbourg, München 2000, ISBN 3-486-55705-X.
- Werkstätte der Erinnerung. Montecassino und die Gestaltung der langobardischen Vergangenheit (= Mitteilungen des Instituts für Österreichische Geschichtsforschung. Ergänzungsband 39). Oldenbourg, Wien u. a. 2001, ISBN 3-7029-0453-0 (zugleich: Wien, Universität, Habilitations-Schrift, 2000).
- Die Völkerwanderung. Eroberung und Integration. Kohlhammer, Stuttgart u. a. 2002, ISBN 3-17-015566-0 (3., überarbeitete Auflage. ebenda 2016, ISBN 978-3-17-022975-4).
- Eastern Central Europe in the Early Middle Ages. Conflicts, migrations and ethnic processes (= Florilegium magistrorum historiae archaeologiaeque Antiquitatis et Medii Aevi. Band 3). Ed. Acad. Române, Bukarest 2008, ISBN 978-973-27-1784-4.

Herausgeberschaften
- mit Clemens Gantner, Cinzia Grifoni, Marianne Pollheimer-Mohaupt: Transformations of Romanness. Early Medieval Regions and Identities (= Millennium-Studien zu Kultur und Geschichte des ersten Jahrtausends n. Chr. Band 71). De Gruyter, Berlin 2018, ISBN 978-3-11-058959-7.
- mit Maximilian Diesenberger, Bernhard Zeller: Neue Wege der Frühmittelalterforschung. Bilanz und Perspektiven (= Denkschriften. Österreichische Akademie der Wissenschaften Philosophisch-Historische Klasse. Band 507 = Forschungen zur Geschichte des Mittelalters. Band 22). Verlag der Österreichischen Akademie der Wissenschaften, Wien 2018, ISBN 978-3-7001-8155-2.
- mit Gerda Heydemann: Post-Roman Transitions. Christian and Barbarian Identities in the Early Medieval West (= Cultural Encounters in Late Antiquity and the Middle Ages. Band 14). Brepols, Turnhout 2013, ISBN 978-2-503-54327-7.
- mit Gerda Heydemann: Strategies of identification. Ethnicity and religion in early medieval Europe (= Cultural encounters in Late Antiquity and the Middle Ages. Band 13). Brepols, Turnhout 2013, ISBN 978-2-503-53384-1.
- mit Veronika Wieser: Der Frühmittelalterliche Staat – Europäische Perspektiven (= Forschungen zur Geschichte des Mittelalters. Band 16). Verlag der Österreichischen Akademie der Wissenschaften, Wien 2009, ISBN 978-3-7001-6604-7.
- Die Suche nach den Ursprüngen. Von der Bedeutung des frühen Mittelalters (= Denkschriften. Österreichische Akademie der Wissenschaften Philosophisch-Historische Klasse. Band 322 = Forschungen zur Geschichte des Mittelalters. Band 8). Verlag der Österreichischen Akademie der Wissenschaften, Wien 2004, ISBN 3-7001-3296-4.
- mit Hans-Werner Goetz, Jörg Jarnut: Regna and gentes. The relationship between late antique and early medieval peoples and kingdoms in the transformation of the Roman world (= The transformation of the Roman world. Band 13). Brill, Leiden 2003, ISBN 90-04-12524-8.
- mit Paul Herold: Vom Nutzen des Schreibens. Soziales Gedächtnis, Herrschaft und Besitz im Mittelalter (= Denkschriften. Österreichische Akademie der Wissenschaften Philosophisch-Historische Klasse. Band 306 = Forschungen zur Geschichte des Mittelalters. Band 5). Verlag der Österreichischen Akademie der Wissenschaften, Wien 2002, ISBN 3-7001-3100-3.
- mit Maximilian Diesenberger: Integration und Herrschaft. Ethnische Identitäten und soziale Organisation im Frühmittelalter (= Denkschriften. Österreichische Akademie der Wissenschaften Philosophisch-Historische Klasse. Band 301 = Forschungen zur Geschichte des Mittelalters. Band 3). Verlag der Österreichischen Akademie der Wissenschaften, Wien 2002, ISBN 3-7001-3040-6.
- Ian N. Wood, Helmut Reimitz: The transformation of frontiers. From late antiquity to the Carolingians (= The transformation of the Roman world. Band 10). Brill, Leiden 2001, ISBN 90-04-11115-8.
- mit Helmut Reimitz: Strategies of distinction. The construction of the ethnic communities, 300–800. Brill, Leiden u. a. 1998, ISBN 90-04-10846-7.
- Kingdoms of the Empire. The integration of barbarians in late antiquity (= The transformation of the Roman world. Band 1). Brill, Leiden 1997, ISBN 90-04-10845-9.